# Alte Gmündertobelbrücke
Die Alte Gmündertobelbrücke war eine in den Jahren 1859 bis 1861 erstellte Gitterträgerbrücke, welche die Strasse Teufen–Stein im Kanton Appenzell Ausserrhoden über die Sitter führte. Sie wurde 1908 durch die Gmündertobelbrücke ersetzt. 

## Geschichte

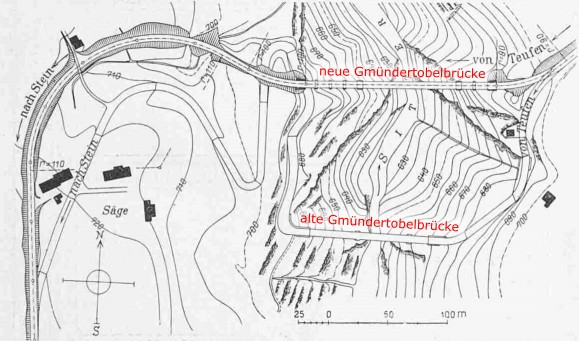
Lageplan der alten und der neuen Gmündertobelbrücke

Die Brücke wurde im Zuge der Mittellandstrasse gebaut, eine für damalige Zeiten hochwertige Strassenverbindung, die von Urnäsch über Waldstatt, Hundwil, Stein, Teufen, Trogen und Heiden nach Rheineck führte.  Das Konzept der Brücke stammte von Ingenieur Dietzinger, die Pläne wurden von Gaspard Dollfus ausgearbeitet, der auch die Kettenbrücke Aarau und den Sitterviadukt der St. Gallisch-Appenzellische Eisenbahn baute. Der Unterhalt der Brücke stellte sich als kostspielig heraus, im Besonderen mussten die Holzbohlen der Fahrbahn und der Korrosionsschutzanstrich regelmässig erneuert werden. Ab 1900 deckten mehrere Untersuchungen Baumängel auf. Die Witterung hatte den aus Sandstein gemauerten Sockel der Pfeiler und der Widerlager zugesetzt, ausserdem führten die mangelhaften Windverbände dazu, dass die Brücke bei Überfahrt von schweren Fahrzeugen bedrohlich schwankte. Es wurde deshalb beschlossen, die Brücke nicht zu sanieren, sondern durch eine ungefähr 100 m flussabwärts liegende Stahlbeton-Bogenbrücke zu ersetzen. Das Vorprojekt der neuen Brücke wurde im April 1906 bewilligt, die Brücke in den Jahren 1907 bis 1908 gebaut.      
Nach der Eröffnung der neuen Brücke wurde die alte, unterdessen einsturzgefährdete Gmündertobelbrücke durch Kempfer und Co, Fabrik für Eisenkonstruktionen und Maschinenbau, aus Herisau abgebrochen. Die Firma klagte vor Gericht gegen den Kanton Appenzell Ausserrhoden, weil das aus dem Abbruch gewonnene Eisen deutlich weniger wog als in der Ausschreibung der Abbrucharbeiten versprochen war. Der Fall gelangte bis vor Bundesgericht und wurde zugunsten der Abbruchfirma entschieden, die vom Kanton 3000 Franken Entschädigung erhielt.

## Bauwerk
Der 102 m lange Gitterträger wurde von zwei Gerüstpfeilern getragen. Er überquerte in ca. 55 m Höhe die Sitter. Die Fahrbahn bestand aus Holzbohlen und hatte eine maximale Tragkraft von 6 t. 